# 11 marzo
L'11 marzo è il 70º giorno del calendario gregoriano (il 71º negli anni bisestili). Mancano 295 giorni alla fine dell'anno.

## Eventi
- 222 – La Guardia pretoriana assassina l'imperatore romano Eliogabalo e proclama augusto al suo posto il cugino e figlio adottivo Alessandro Severo, ultimo rappresentante della dinastia dei Severi;
- 1161 – Assalto al Palazzo Reale di Palermo e liberazione del re Guglielmo I di Sicilia, da due giorni tenuto in ostaggio da un gruppo di congiurati;
- 1314 – Esecuzione dell’ultimo Gran Maestro Templare Jacques de Molay e Geoffrey de Charnay;
- 1387 – Battaglia di Castagnaro tra Giovanni Ordelaffi, per conto di Verona, e Giovanni Acuto, per conto di Padova;
- 1513 – Elezione di papa Leone X;
- 1649 – Il movimento della Fronda e il Regno di Francia firmano la Pace di Rueil;
- 1702 – Il primo giornale di informazione a pubblicazione regolare in lingua inglese, The Daily Courant, esce per la prima volta;
- 1818 – Mary Shelley pubblica Frankenstein;
- 1824 – Il Dipartimento di guerra statunitense crea il Bureau of Indian Affairs;
- 1845 – Guerra di Flagstaff: i capi Hone Heke e Kawiti spingono 700 Maori ad ammainare la bandiera britannica e cacciano i coloni dal villaggio di Kororareka a seguito di rotture al Trattato di Waitangi del 1840;
- 1861 – Guerra di secessione americana: viene adottata la costituzione della Confederazione degli Stati Americani;
- 1864 – La Grande alluvione di Sheffield: uno dei più grandi disastri che abbia mai colpito l'Inghilterra uccide più di 250 persone a Sheffield;
- 1888 – Inizia la grande bufera del 1888 lungo le coste orientali degli Stati Uniti, bloccando i commerci e uccidendo più di 400 persone;
- 1900 – Guerra boera: le aperture di pace del leader dei Boeri Paul Kruger vengono respinte dal primo ministro del Regno Unito Lord Salisbury;
- 1917 – Baghdad cade sotto il controllo delle forze anglo-indiane comandate dal generale Frederick S. Maude;
- 1927 – A New York, Samuel Roxy Rothafel apre il Roxy Theatre;
- 1941 – Seconda guerra mondiale: il presidente degli Stati Uniti Franklin Delano Roosevelt firma una legge che permette di inviare aiuti militari agli Alleati sotto forma di prestiti;
- 1942 – Seconda guerra mondiale: il generale Douglas MacArthur abbandona Corregidor;
- 1977 – Esce nelle sale cinematografiche statunitensi il film Le avventure di Winnie the Pooh, 22º Classico Disney;
- 1978 – Terroristi palestinesi sull'autostrada Tel Aviv-Haifa uccidono 34 israeliani;
- 1984 – Esce nelle sale cinematografiche giapponesi Nausicaä della Valle del vento, secondo lungometraggio di Hayao Miyazaki;
- 1985 – Michail Gorbačëv diventa leader dell'Unione Sovietica;
- 1990
  - La Lituania si dichiara indipendente dall'Unione Sovietica;
  - Augusto Pinochet lascia la presidenza del Cile;
  - Patricio Aylwin presta giuramento come primo presidente democraticamente eletto del Cile dal 1973;
- 1993 – Janet Reno è confermata dal Senato degli Stati Uniti e presta giuramento il giorno successivo diventando il primo Attorney General degli Stati Uniti donna;
- 1996 – John Howard diventa il venticinquesimo primo ministro dell'Australia;
- 2002 – Rilasciata al pubblico la prima release di Arch Linux;
- 2003 – A L'Aia viene fondata la Corte internazionale di giustizia;
- 2004 – Spagna: una serie di attentati ai treni sconvolge Madrid. Il numero delle vittime è di 191 morti e circa 1500 feriti;
- 2011 – Terremoto e maremoto del Tōhoku del 2011: un terremoto di magnitudo 9.1 della scala Richter della durata di circa sei minuti e con epicentro nell'Oceano Pacifico di fronte alla Prefettura di Miyagi, in Giappone, sviluppa uno tsunami con onde fino a 40 metri d'altezza che devastano centinaia di chilometri di costa entrando per diversi chilometri nell'entroterra, causandola la morte di circa 16000 persone e migliaia di feriti, dispersi e sfollati oltre che danni alle centrali nucleari nella Prefettura di Fukushima;
- 2020
  - L'Organizzazione mondiale della sanità dichiara ufficialmente che il contagio da coronavirus si è sviluppato in pandemia;
  - Il Decreto #IoRestoaCasa viene approvato: esso prevede la sospensione delle comuni attività commerciali al dettaglio, dei servizi di ristorazione, delle celebrazioni religiose, inoltre vieta gli assembramenti di persone in luoghi pubblici o aperti al pubblico[1].

## Nati
Ci sono circa 1 160 voci su persone nate l'11 marzo; vedi la pagina Nati l'11 marzo per un elenco descrittivo o la categoria Nati l'11 marzo per un indice alfabetico.

## Morti
Ci sono circa 490 voci su persone morte l'11 marzo; vedi la pagina Morti l'11 marzo per un elenco descrittivo o la categoria Morti l'11 marzo per un indice alfabetico.

## Feste e ricorrenze

### Civili
Nazionali:
- Unione europea - Giornata europea delle vittime del terrorismo
- Lituania - Festa dell'indipendenza
- Zambia - Giornata della gioventù

### Religiose
Cristianesimo:
- San Benedetto di Milano, vescovo
- San Costantino, re di Dumnonia e martire
- San Domenico Cam, martire del Tonchino
- Sant'Eulogio di Cordova, sacerdote e martire
- Sant'Eutimio di Sardi, vescovo e martire
- San Firmino di Amiens, abate
- Santi Marco Chong Ui-bae e Alessio U Se-yong, martiri
- Sant'Oengus il Culdeo, monaco
- Santa Oria di San Millán
- San Pionio, martire
- Santa Rosina di Wenglingen, vergine e martire
- San Sofronio di Gerusalemme, patriarca
- Santi Trofimo e Tallo, martiri di Laodicea di Frigia
- San Vindiciano di Cambrai-Arras, vescovo
- Beato Cipriano Nika (Dedë), sacerdote francescano, martire
- Beato Frano Gjini, vescovo e martire
- Beato Giovanni Kearney, sacerdote e martire
- Beato Giovanni Righi
- Beato Mattia Prennushi (Pal), sacerdote francescano, martire
- Beato Tommaso Atkinsons, sacerdote e martire

Religione romana antica e moderna:
- Natale di Favonio (Natalis Favonii)